# Saitis auberti
Saitis auberti är en spindelart som beskrevs av Lucien Berland 1938. Saitis auberti ingår i släktet Saitis och familjen hoppspindlar. Inga underarter finns listade i Catalogue of Life.